# Olga Novosadová
Olga Novosadová je česká historička architektury. 
Dlouhá léta byla zaměstnána ve Státním ústavu pro rekonstrukci památkových měst a objektů v Praze, kde se autorsky podílela na studiích, věnujících se stavebně historickému průzkumu. Některé z původně interních tisků (strojopisů) byly později publikovány, například ve Zprávách památkové péče nebo ve sborníku Castellologica bohemica.

## Dílo
Příklady díla:
- LÍBAL, Dobroslav; MACEK, Petr; NOVOSADOVÁ, Olga. Stavebně historický průzkum hradu Houska. Praha: Archeologický ústav AV ČR, 1989. In: Castellologica bohemica, Sv. 1 (1989), s. 141-158.
- MUKOVÁ, Jiřina; NOVOSADOVÁ, Olga. Ke stavebnímu vývoji domu čp. 7 na Velkém náměstí v Písku. In: KUBELÍK, Martin; PAVLÍK, Milan; ŠTULC, Josef. Historická inspirace: sborník k poctě Dobroslava Líbala. Praha: Jalna, 2001. ISBN 80-86396-06-1. S. 277–280.
- MUK, Jan; NOVOSADOVÁ, Olga. Hrad Krakovec : stavebně historický průzkum. Praha: Státní ústav pro rekonstrukci památkových měst a objektů, 1976. 45 s. (strojopis v archivu Národního památkového ústavu v Praze)
- MUKOVÁ, Jiřina; NOVOSADOVÁ, Olga. Rožmitál pod Třemšínem zámek – Stavebně historický průzkum, Aktualizace. Praha: Specializovaný ústav pro rekonstrukci památkových měst a objektů v Praze, a.s., září 1999.  (strojopis v archivu Národního památkového ústavu v Praze)